# Ambasada RP w Manili
Ambasada Rzeczypospolitej Polskiej w Republice Filipin z siedzibą w Manili – polska misja dyplomatyczna w stolicy Filipin.
Stosunki dyplomatyczne Polska i Filipiny nawiązały 22 września 1973. Do 1993 Polskę na Filipinach reprezentował ambasador rezydujący w Tokio, kiedy to otwarto ambasadę w Manili, którą jednak w następnym roku rozwiązano i w miejsce, której funkcjonował przez jakiś czas Konsulat Generalny RP w Manili. W latach 1994–2009 na Filipiny akredytowany był ambasador w Bangkoku. W latach 2009–2018 na Filipiny akredytowany był Ambasador RP w Malezji.
W lipcu 2017 podjęto decyzję o ponownym otwarciu ambasady, co nastąpiło formalnie 2 stycznia 2018. Ambasada uzyskała pełną zdolność operacyjną z dniem 1 stycznia 2020. Siedziba placówki mieści się w prestiżowym budynku Del Rosario Law Centre zlokalizowanym w biznesowej dzielnicy stolicy – Bonifacio Global City.